# Дзвінкий губно-губний проривний
Дзвінкий губно-губний проривний — приголосний звук, що існує в деяких мовах. У Міжнародному фонетичному алфавіті записується як ⟨b⟩. В українській мові цей звук передається на письмі літерою б. Більшість мов має простий [b], а деякі розрізняють декілька варіантів. Наприклад, у гінді та індійських мовах простий [b] є акустичною парою придихового [bʱ].

## Назва
- Дзвінкий білабіальний зімкнено-проривний
- Дзвінкий білабіальний проривний
- Дзвінкий губно-губний зімкнено-проривний
- Дзвінкий губно-губний проривний

## Властивості
Властивості дзвінкого губно-губного проривного:
- Тип фонації — дзвінка, тобто голосові зв'язки вібрують від час вимови.
- Спосіб творення — проривний або зімкнений, тобто повітряний потік повністю перекривається.
- Місце творення — губно-губне, тобто він артикулюється обома губами.
- Це ротовий приголосний, тобто повітря виходить крізь рот.
- Це центральний приголосний, тобто повітря проходить над центральною частиною язика, а не по боках.
- Механізм передачі повітря — егресивний легеневий, тобто під час артикуляції повітря виштовхується крізь голосовий тракт з легенів, а не з гортані, чи з рота.

## Варіанти
| МФА | Опис               | МФА | Опис         | МФА | Опис              |
| --- | ------------------ | --- | ------------ | --- | ----------------- |
| b   | простий b          | bʷ  | огубленний b | b̜ʷ  | напів-огублений b |
| b̹ʷ  | сильно-огублений b | bʲ  | м'який b     | bʱ  | придиховий b      |

## Приклади
| Мова          | Слово      | МФА          | Значення    | Примітки                    |
| ------------- | ---------- | ------------ | ----------- | --------------------------- |
| арабська      | كتب        | [ˈkatabɐ]    | писати      | Див. арабська фонетика      |
| баскська      | 'bero      | [beɾo]       | гарячий     |                             |
| англійська    | aback      | [əˈbæk]      | позаду      | Див. англійська фонетика    |
| гебрейська    | בית        | [bajit]      | дім         | Див. гебрейська фонетика    |
| гінді         | बाल         | [bɑːl]       | волосся     | Див. фонетика гінді         |
| голландська   | boer       | [buːr]       | селянин     | Див. голландська фонетика   |
| грецька       | μπόχα      | [ˈbo̞xa]      | ріпак       | Див. грецька фонетика       |
| грузинська    | ბ'ავშვი    | [ˈbavʃvi]    | дитина      |                             |
| іспанська     | invertir   | [ĩmbe̞rˈtir]  | інвестувати | Див. іспанська фонетика     |
| італійська    | bile       | [ˈbile]      | гнів        | Див. італійська фонетика    |
| кабардинська  | бгъуы      | [bʁʷə]       | дев'ять     |                             |
| каталанська   | bèstia     | [ˈbɛstiə]    | звір        | Див. каталанська фонетика   |
| корейська     | 차비/chabi | [t͡ɕʰɐbi]     | чесний      | Див. корейська фонетика     |
| люксембурзька | geblosen   | [ɡɵ̞ˈbloːzɵ̞n] | дути        | Див. люксембурзька фонетика |
| німецька      | Bub        | [buːp]       | хлопець     | Див. німецька фонетика      |
| македонська   | убав       | [ˈubav]      | красивий    | Див. македонська фонетика   |
| норвезька     | bål        | [ˈbɔːl]      | вогнище     | Див. норвезька фонетика     |
| перська       | خوب        | [xub]        | гарний      | Див. перська фонетика       |
| польська      | bas        | [bäs]        | бас         | Див. польська фонетика      |
| португальська | 'bato      | [ˈbatʊ]      | б'ю         | Див. португальська фонетика |
| російська     | рыба       | [ˈrɨbə]      | риба        | Див. російська фонетика     |
| румунська     | bou        | [bow]        | бик         | Див. румунська фонетика.    |
| турецька      | bulut      | [ˈbuɫut̪]     | хмара       | Див. турецька фонетика      |
| угорська      | baba       | [ˈbɒbɒ]      | немовля     | Див. угорська фонетика      |
| українська    | брат       | [ˈbrɑt̪]      | —           | Див. українська фонетика    |
| французька    | boue       | [bu]         | грязь       | Див. французька фонетика    |
| чеська        | bota       | [ˈbota]      | чобіт       | Див. чеська фонетика        |
| шведська      | bra        | [ˈbɾɑː]      | добрий      | Див. шведська фонетика      |
| японська      | 番/ban     | [baɴ]        | черга       | Див. японська фонетика      |